# Thomas Gresham

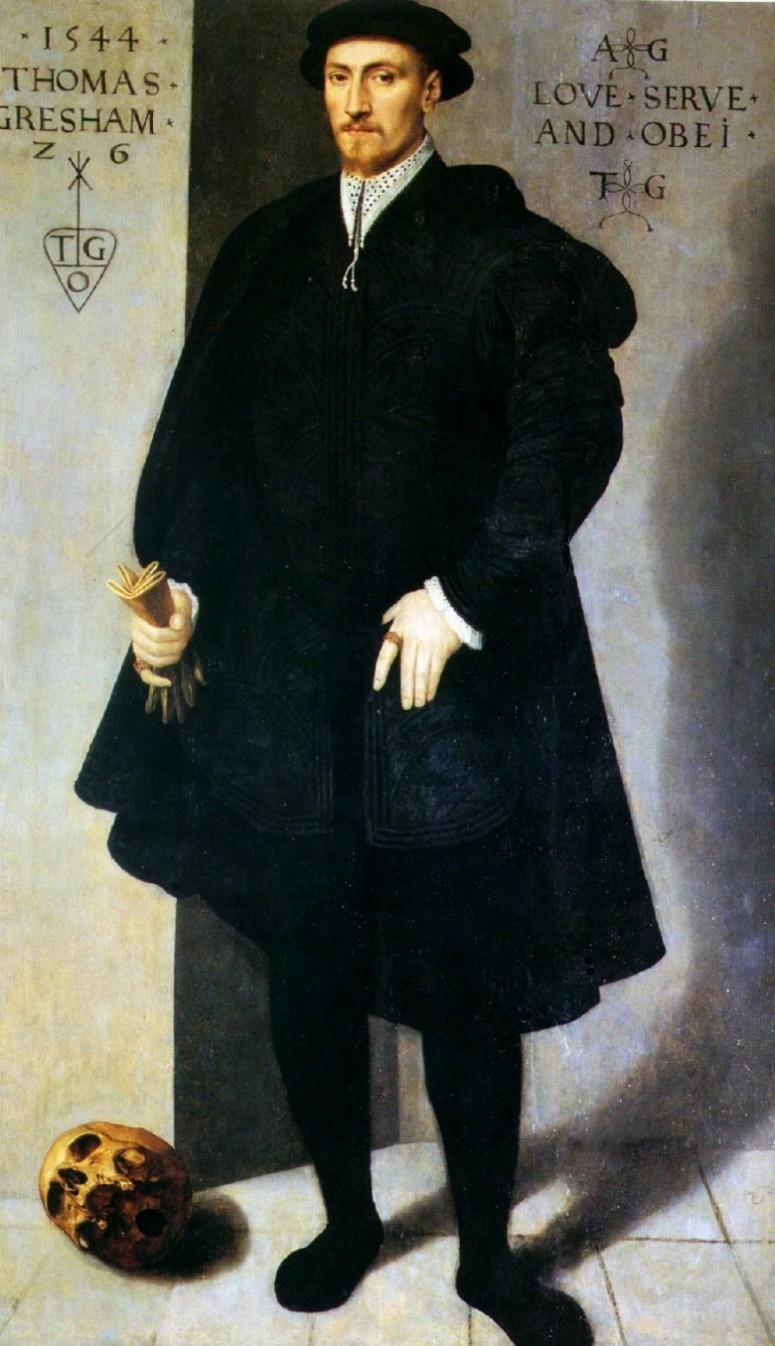
Thomas Gresham, 1544

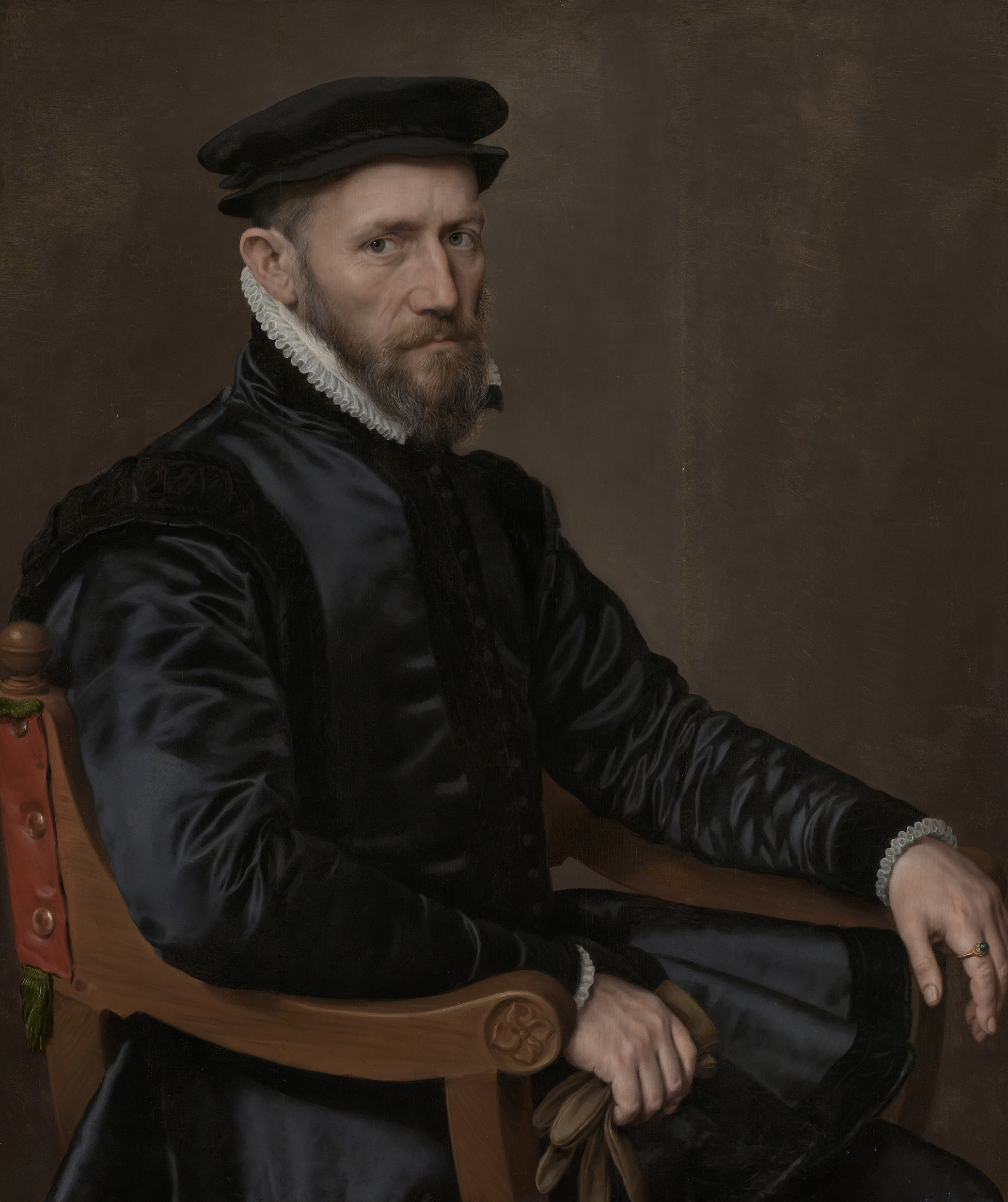
Thomas Gresham, Porträt von Anthonis Mor (ca. 1554)

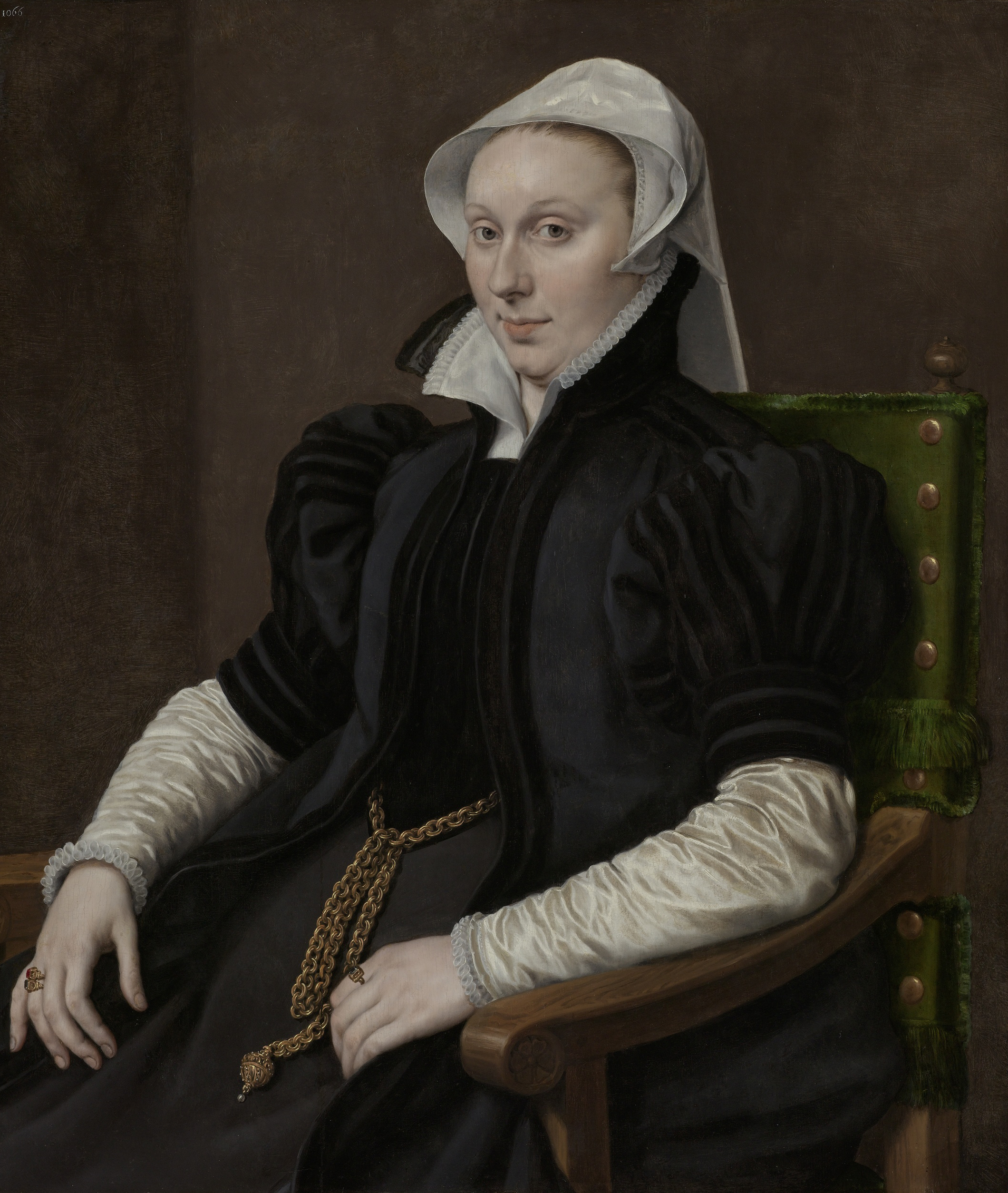
Lady Anne Gresham

Sir Thomas Gresham (* 1519 in London; † 21. November 1579 ebenda) war ein englischer Kaufmann und Finanzier, der im Auftrag von König Eduard VI. sowie der Königinnen Maria I. und Elisabeth I. handelte. Auf ihn gehen die Gründung der Royal Exchange sowie des Gresham College zurück.

## Leben und Wirken
Gresham war der jüngere der zwei Söhne von vier Kindern von Sir Richard Gresham (um 1485–1549) und dessen erster Frau Audrey Lynne († 1522). Im Oktober 1530 wurde er für ein Jahr „Pensioner“ der Gonville Hall in Cambridge. Im Alter von 17 Jahren begann Gresham eine Ausbildung bei seinem Onkel John Gresham (1495–1556). Nach deren Abschluss wurde er 1543 Mitglied der Worshipful Company of Mercers.
Gresham heiratete 1544 Anne Ferneley († 1596), die Witwe von William Read, die zwei Söhne in die Ehe mitbrachte. Im März 1547 wurde ihr einziges gemeinsames Kind, der Sohn Richard, geboren. Er starb am 2. Mai 1563.
1559 wurde Gresham als Knight Bachelor („Sir“) geadelt.
Gresham finanzierte 1565 den Bau der Royal Exchange, die sechs Jahre später den Handelsbetrieb aufnahm.
In seinem am 5. Juli 1575 unterzeichneten Testament verfügte der die Einrichtung des Gresham Colleges.
Die englische Regierung wählte ihn zum Finanzagenten. In dieser Funktion verhandelte er in erster Linie in Amsterdam und Antwerpen mit deutschen Großinvestoren aus Augsburg (Fugger und Schetz) und Nürnberg (Lazarus Tucher) um Anleihen. Da diese Kreditzahlungen wider Erwarten pünktlich beglichen wurden, festigte seine Finanzpolitik die internationale Kreditwürdigkeit Englands. 
Daher stieg Gresham zum Berater des Königs Eduard VI. und schließlich auch der Königin Elisabeth I. auf. Doch nicht nur sein Handelsgeschick machte ihn bei Hofe unentbehrlich. Auch sein persönlicher Charme, die Freundschaft zum königlichen Berater William Cecil und sein Talent beim Einbringen persönlicher Geschenke an die Monarchen und deren Umfeld festigten seine Position.

## Ehrungen
Nach Gresham wurde das „Greshamsche Gesetz“ benannt. Die 1845 entstandene Londoner Gresham Street wurde nach ihm benannt.